# Boëseghem
Boëseghem [bozɡɛm] est une commune française située dans le département du Nord, en région Hauts-de-France.

## Géographie

### Description

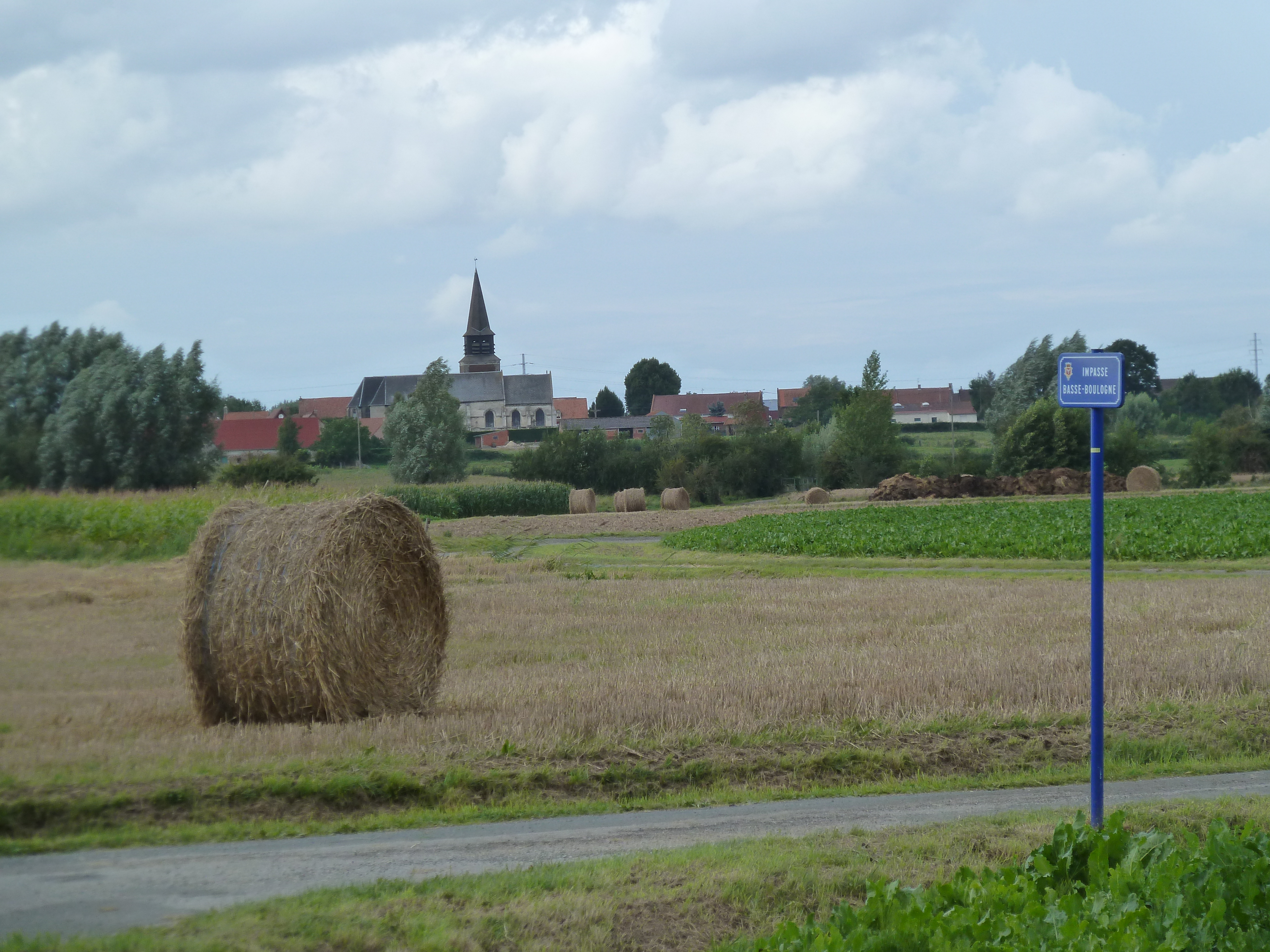
Vue du village.

Boëseghem est un village de la Flandre intérieure dans le Nord, limitrophe du département du Pas-de-Calais, situé à 11 km au sud-ouest d'Hazebrouck, 25 km au sud-ouest de la frontière franco-belge et 37 km d'Ypres, 43 km à l'ouest de Lille, 20 km au nord-ouest de Béthune et 16 km au sud-est de Saint-Omer.
Il est desservi par la RD 943B.
Il est desservi par un sentier de promenade & randonnée (PR) qui le raccorde au sentier de grande randonnée de pays  GRP du Tour de la Lys.

### Communes limitrophes
Les communes limitrophes sont  Aire-sur-la-Lys, Blaringhem, Steenbecque, Thiennes et Wittes.
| Blaringhem             |                                 | Steenbecque |
| Wittes (Pas-de-Calais) | Boëseghem                       |             |
|                        | Aire-sur-la-Lys (Pas-de-Calais) | Thiennes    |

### Hydrographie

#### Réseau hydrographique
La commune est située dans le bassin Artois-Picardie. Elle est drainée par l'Aval de Nouvelle Melde, la Becque du Dail, la rivière  la Melde, la CromBecque et les Ciseaux,,.

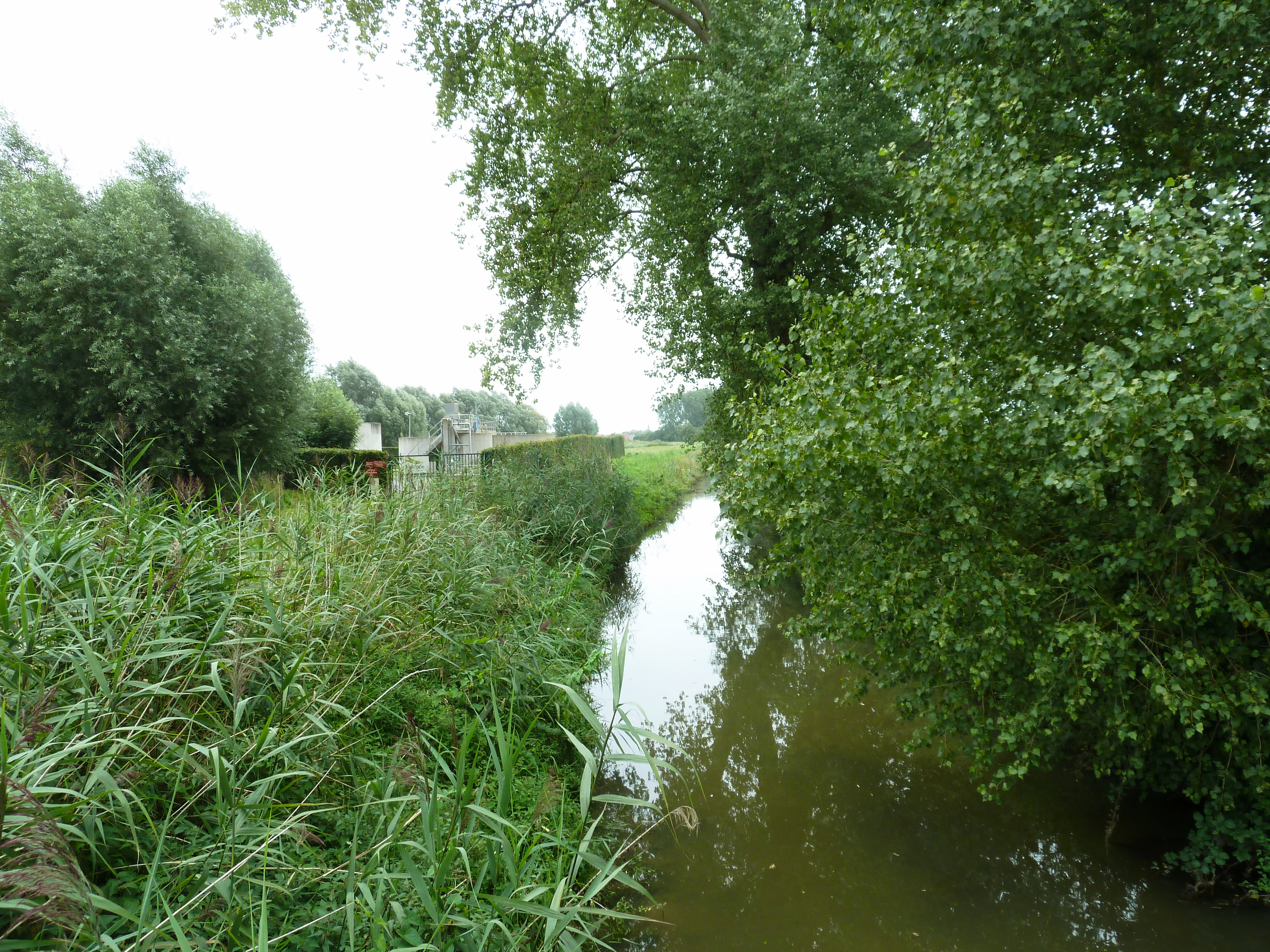
Boëseghem, la Nouvelle Melde.
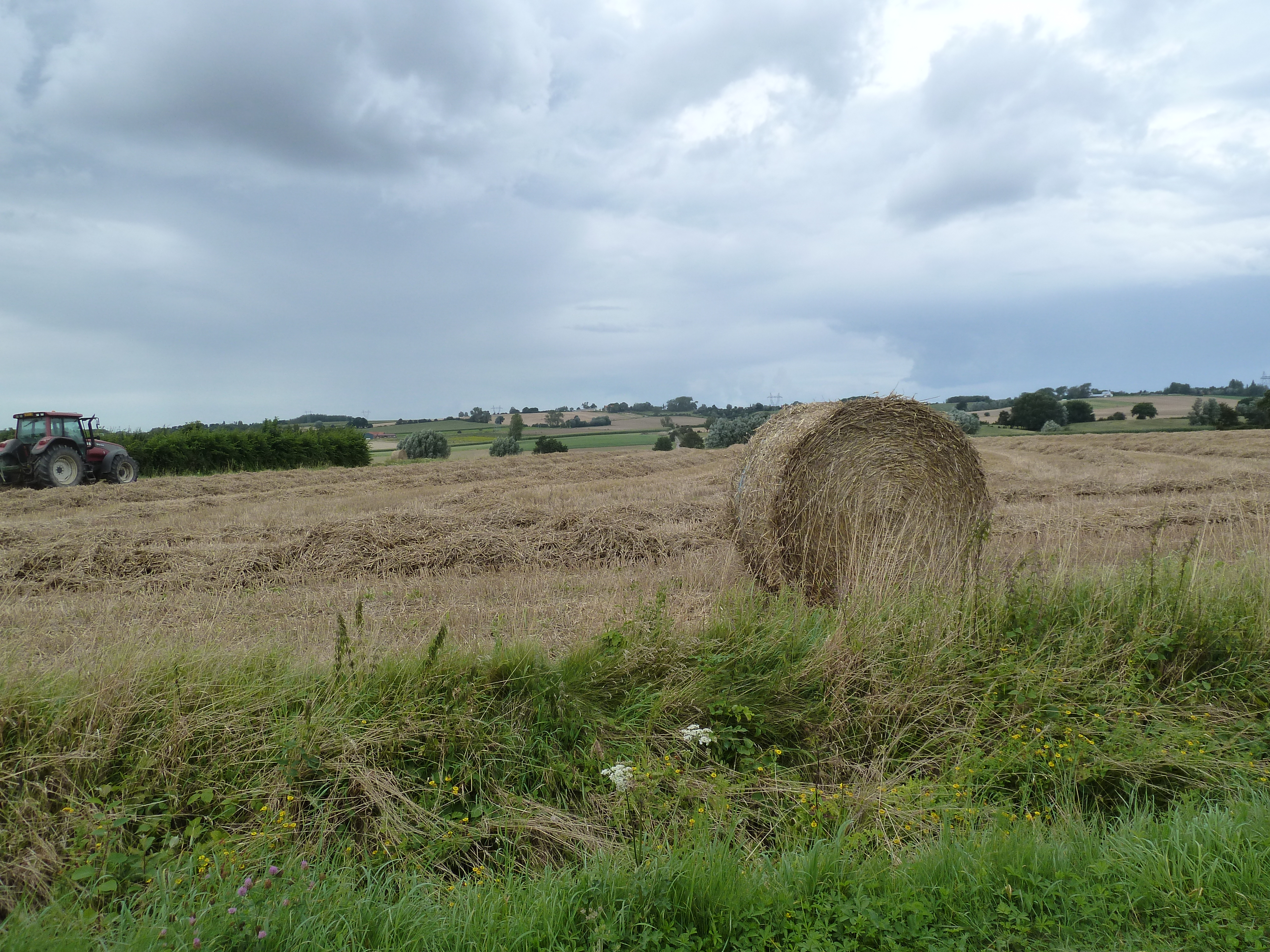
Boëseghem, le vallon de la Becque du Dah.

L'Aval de Nouvelle Melde, d'une longueur de 11 km, prend sa source dans la commune de Wardrecques et se jette  dans  le canal de la Nieppe à Thiennes, après avoir traversé sept communes.
Au nord, la limite avec la commune voisine de Blaringhem est dessinée par le vallon de la Becque du Dah (ou Dail), qui ouvre un large horizon sur la campagne flamande. Sur la commune, la Melde trace la frontière entre les départements du Nord et du Pas-de-Calais.

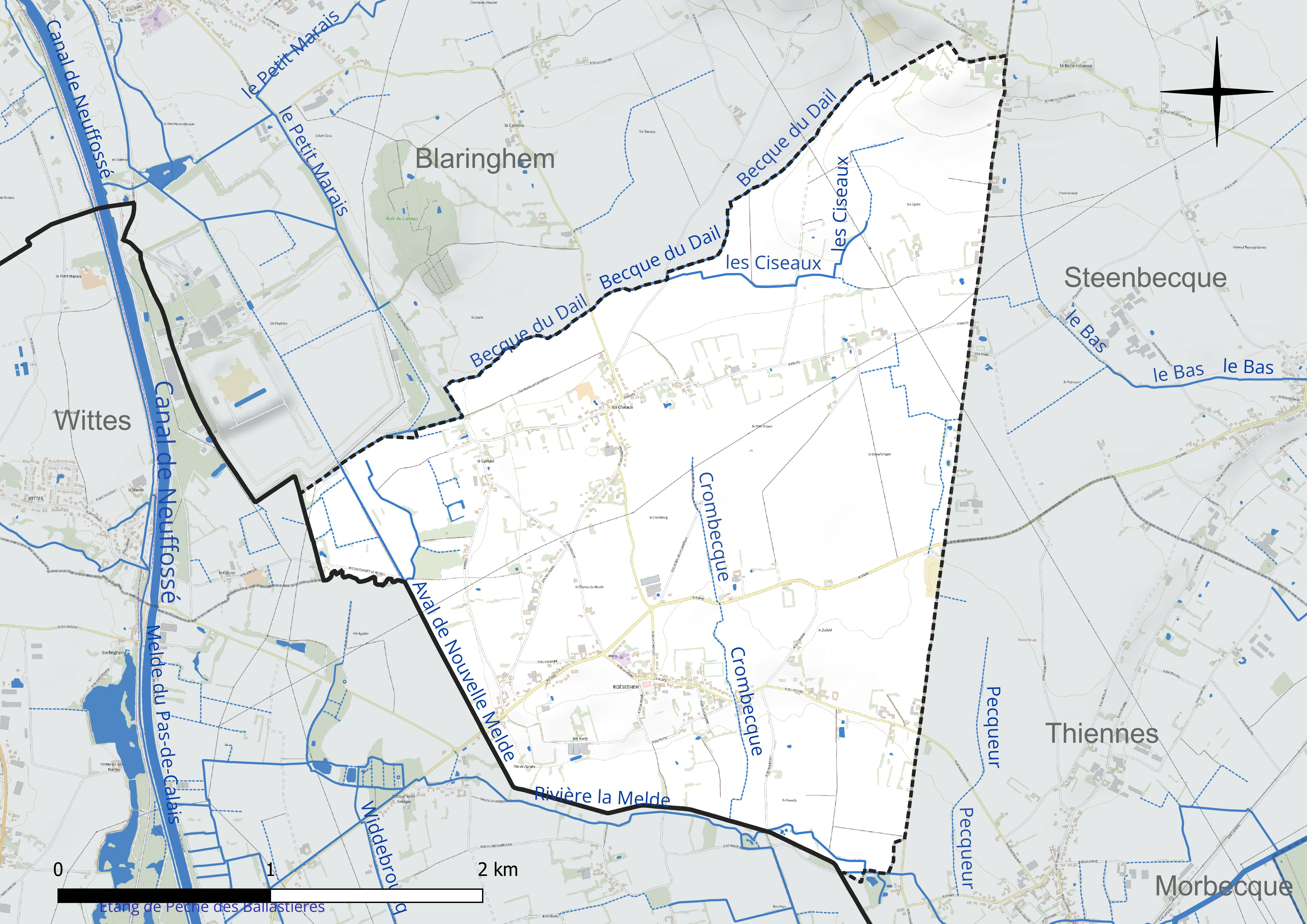
Réseau hydrographique de Boëseghem.

#### Gestion et qualité des eaux
Le territoire communal est couvert par le schéma d'aménagement et de gestion des eaux (SAGE) « Lys ». Ce document de planification concerne un territoire de 1 835 km2 de superficie, délimité par le bassin versant de la Lys. Le périmètre a été arrêté le 29 mai 1995 et le SAGE proprement dit a été approuvé le 6 août 2010, puis révisé le 20 septembre 2019. La structure porteuse de l'élaboration et de la mise en œuvre est le syndicat mixte pour l'élaboration du SAGE de la Lys (SYMSAGEL).
La qualité des cours d'eau peut être consultée sur un site dédié géré par les agences de l'eau et l'Agence française pour la biodiversité.

### Climat
Pour des articles plus généraux, voir Climat des Hauts-de-France et Climat du Nord.
En 2010, le climat de la commune est de type climat océanique altéré, selon une étude du CNRS s'appuyant sur une série de données couvrant la période 1971-2000. En 2020, Météo-France publie une typologie des climats de la France métropolitaine dans laquelle la commune est exposée à un climat océanique et est dans la région climatique Côtes de la Manche orientale, caractérisée par un faible ensoleillement (1 550 h/an) ; forte humidité de l'air (plus de 20 h/jour avec humidité relative > 80 % en hiver), vents forts fréquents.
Pour la période 1971-2000, la température annuelle moyenne est de 10,5 °C, avec une amplitude thermique annuelle de 13,7 °C. Le cumul annuel moyen de précipitations est de 774 mm, avec 12,9 jours de précipitations en janvier et 8,3 jours en juillet. Pour la période 1991-2020, la température moyenne annuelle observée sur la station météorologique la plus proche, située sur la commune de Lillers à 11 km à vol d'oiseau, est de 11,1 °C et le cumul annuel moyen de précipitations est de 731,5 mm,. Pour l'avenir, les paramètres climatiques de la commune estimés pour 2050 selon différents scénarios d'émission de gaz à effet de serre sont consultables sur un site dédié publié par Météo-France en novembre 2022.

## Urbanisme

### Typologie
Au 1er janvier 2024, Boëseghem est catégorisée commune rurale à habitat dispersé, selon la nouvelle grille communale de densité à sept niveaux définie par l'Insee en 2022.
Elle est située hors unité urbaine. Par ailleurs la commune fait partie de l'aire d'attraction d'Hazebrouck, dont elle est une commune de la couronne,. Cette aire, qui regroupe 11 communes, est catégorisée dans les aires de moins de 50 000 habitants,.

### Occupation des sols

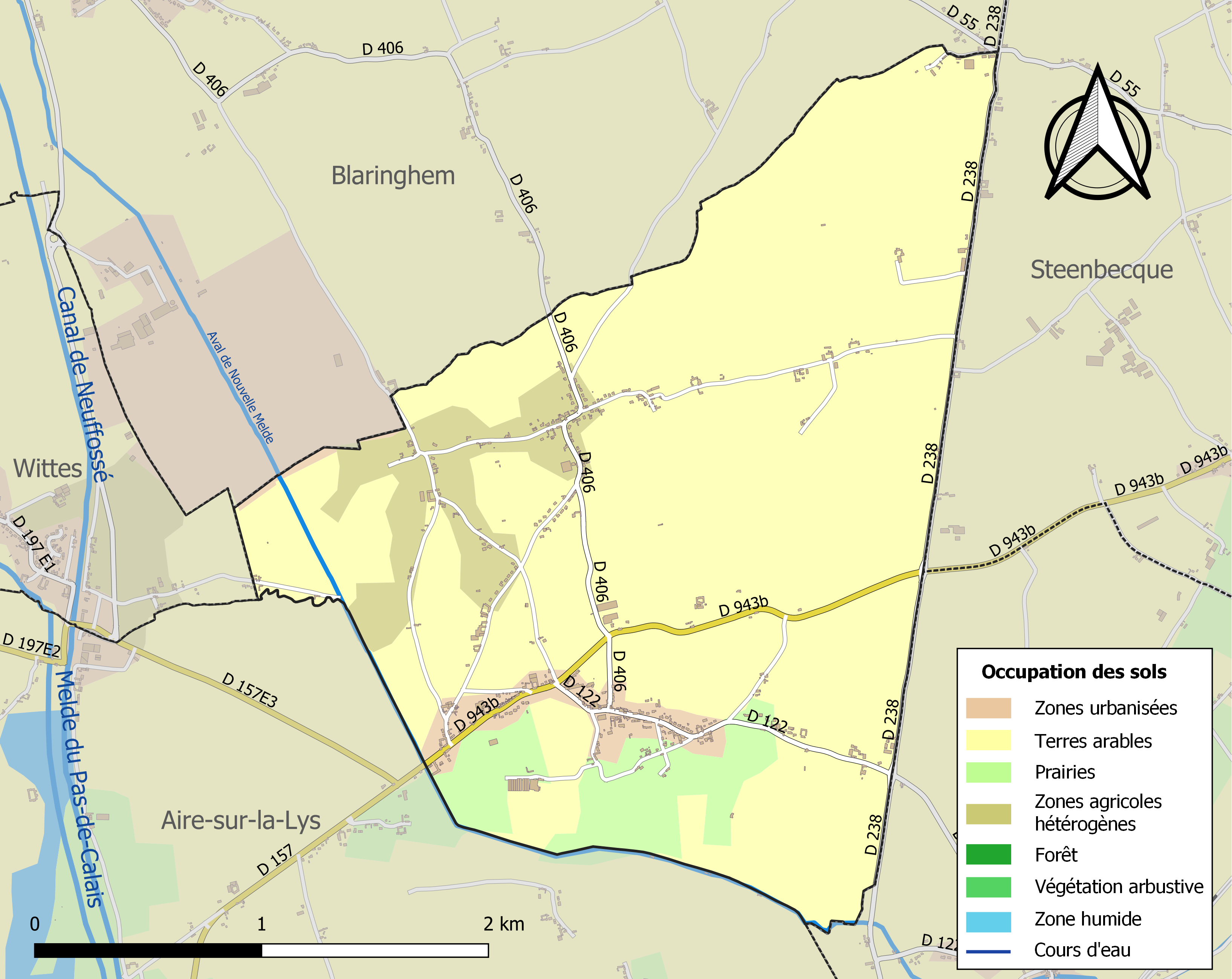
Carte des infrastructures et de l'occupation des sols de la commune en 2018 (CLC).

L'occupation des sols de la commune, telle qu'elle ressort de la base de données européenne d'occupation biophysique des sols Corine Land Cover (CLC), est marquée par l'importance des territoires agricoles (96,2 % en 2018), une proportion sensiblement équivalente à celle de 1990 (96,5 %). La répartition détaillée en 2018 est la suivante : 
terres arables (81,3 %), zones agricoles hétérogènes (7,8 %), prairies (7,1 %), zones urbanisées (3,5 %), mines, décharges et chantiers (0,3 %). L'évolution de l'occupation des sols de la commune et de ses infrastructures peut être observée sur les différentes représentations cartographiques du territoire : la carte de Cassini (XVIIIe siècle), la carte d'état-major (1820-1866) et les cartes ou photos aériennes de l'IGN pour la période actuelle (1950 à aujourd'hui).

### Lieux-dits, hameaux et écarts
La commune comprend le hameau dit Les Ciseaux.

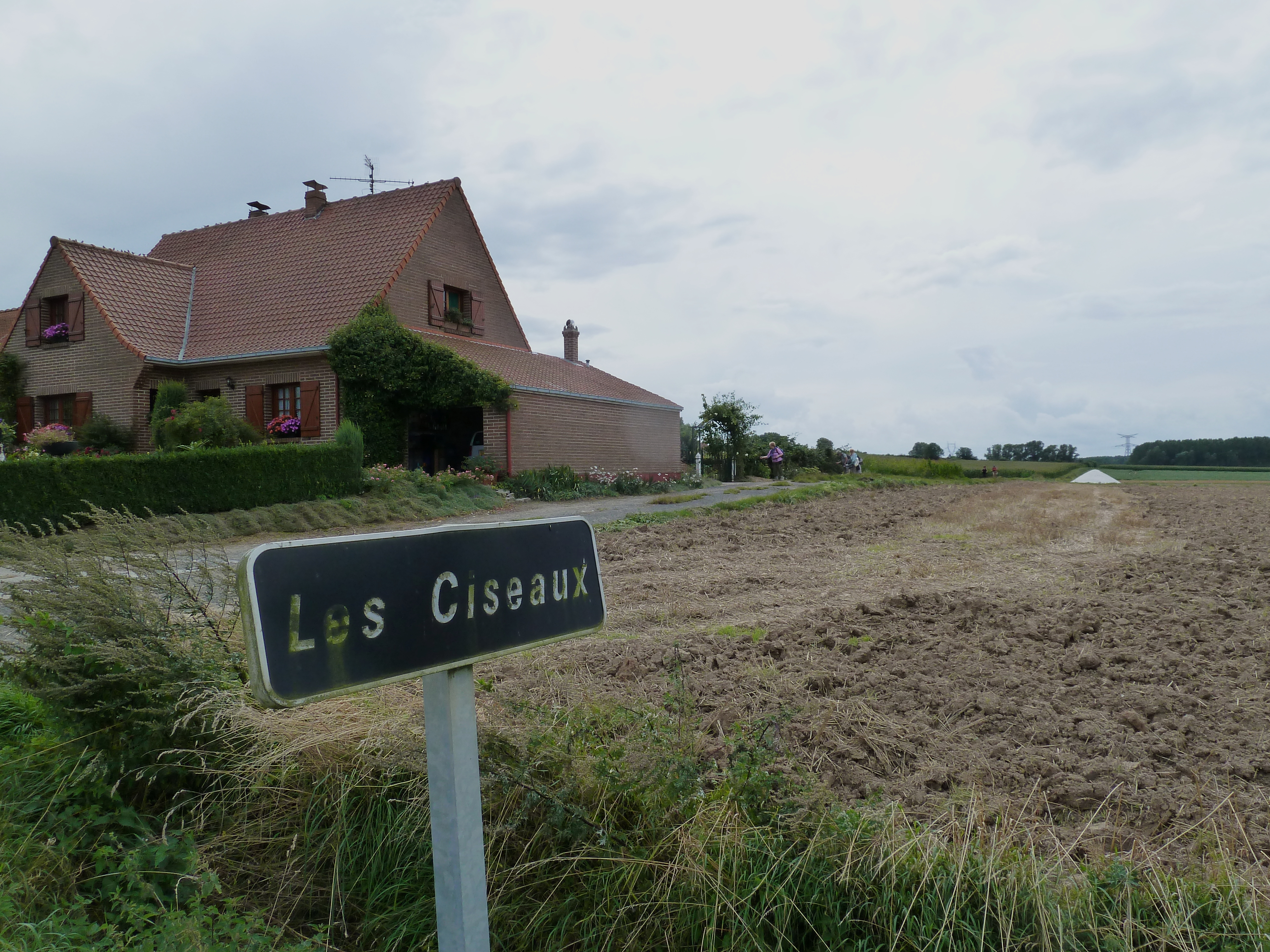
Le hameau des Ciseaux.

### Habitat et logement
En 2019, le nombre total de logements dans la commune était de 325, alors qu'il était de 307 en 2014 et de 303 en 2009.
Parmi ces logements, 94,2 % étaient des résidences principales, 0 % des résidences secondaires et 5,8 % des logements vacants. Ces logements étaient pour 94,8 % d'entre eux des maisons individuelles et pour 5,2 % des appartements.
Le tableau ci-dessous présente la typologie des logements à Boëseghem en 2019 en comparaison avec celle du Nord et de la France entière. Une caractéristique marquante du parc de logements est ainsi une proportion de résidences secondaires et logements occasionnels (0 %) inférieure à celle du département (1,6 %) mais supérieure à celle de la France entière (9,7 %). Concernant le statut d'occupation de ces logements, 83,3 % des habitants de la commune sont propriétaires de leur logement (83,8 % en 2014), contre 54,7 % pour le Nord et 57,5 pour la France entière.
| Typologie                                               | Boëseghem | Nord | France entière |
| ------------------------------------------------------- | --------- | ---- | -------------- |
| Résidences principales (en %)                           | 94,2      | 90,6 | 82,1           |
| Résidences secondaires et logements occasionnels (en %) | 0         | 1,6  | 9,7            |
| Logements vacants (en %)                                | 5,8       | 7,8  | 8,2            |

## Toponymie
Le nom de la localité est attesté sous les formes Buosingahem et Busingahemen en 877, Boesinga en 1119 (Dans une charte de l'évêque de Thérouanne), Boezinghem en 1164 (Dans une charte de Philippe d'Alsace), Boesinghem en 1187, Bosinghere en 1207, Bosinghem en 1332, Boeinghem en 1793, Boëseghem en 1801.
Cette formation médiévale signifierait la « maison des gens de Boso ».
Boezegem en flamand.

## Histoire

### Moyen Âge
En 1225, A. évêque de la Morinie (évêques de Thérouanne) confirme à l'église d'Ypres, la possession de la dîme de Watten, et celle de Boesinghe, (sans doute Boësaghem), et toutes celles que le chapitre d'Ypres avait rachetées de mains de laïcs.
Boëseghem dépendait du diocèse de Saint-Omer, après la disparition du diocèse de Thérouanne.
La seigneurie de Boëseghem appartenait à l'abbaye Saint-Pierre de Gand.

## Politique et administration

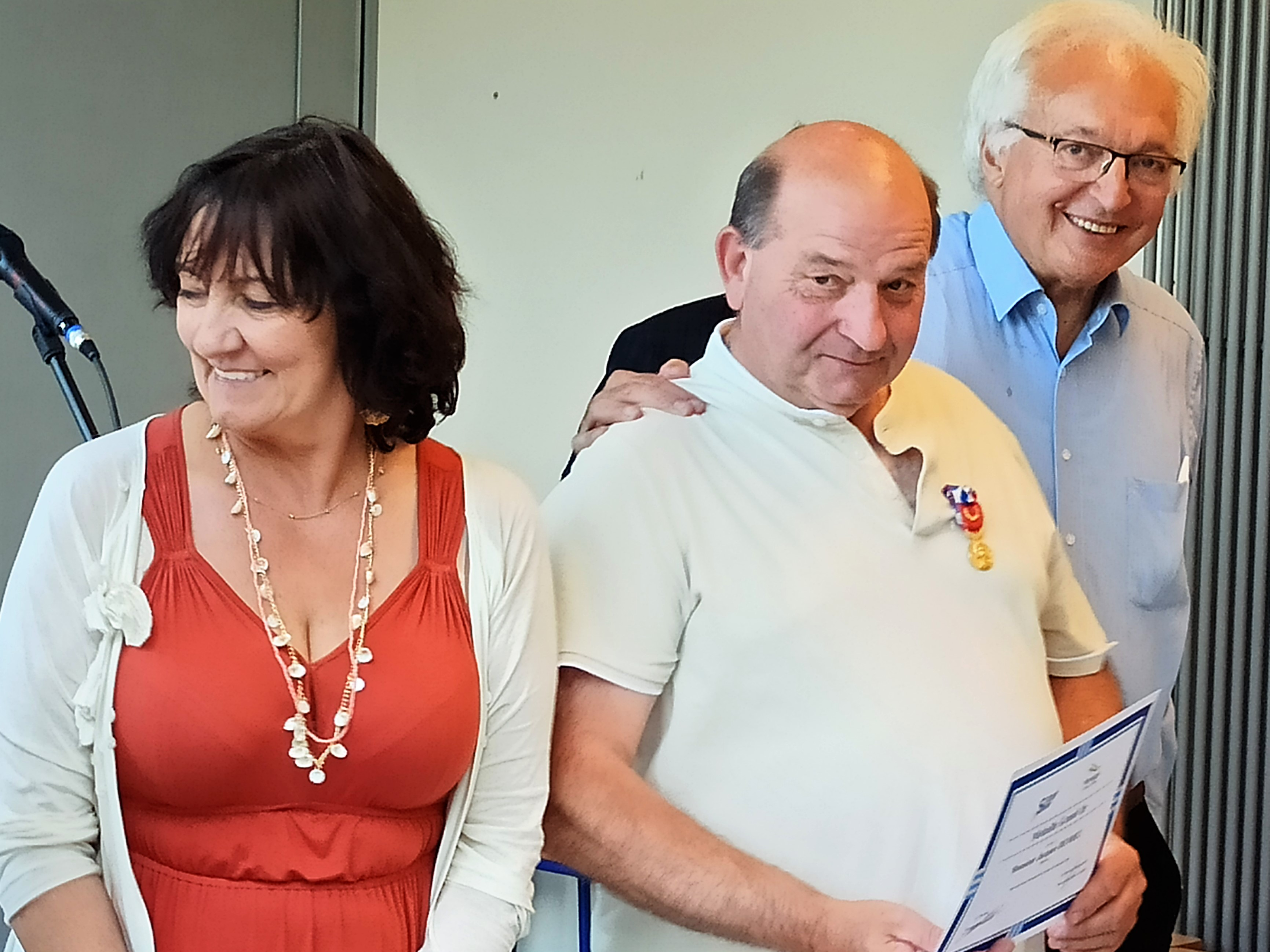
Le 7 juillet 2022, à droite Paul Raoult, président du Syndicat interdépartemental des eaux du Nord de la France et de Noréade, lors d'une remise de médaille à Pecquencourt en présence de Danielle Mametz, maire de Boëseghem et vice-présidente.

### Rattachements administratifs et électoraux

#### Rattachements administratifs
La commune se trouve depuis 1926 dans l'arrondissement de Dunkerque du département du Nord.
Elle faisait partie depuis 1801 du canton d'Hazebrouck-Sud. Dans le cadre du redécoupage cantonal de 2014 en France, cette circonscription administrative territoriale a disparu, et le canton n'est plus qu'une circonscription électorale.

#### Rattachements électoraux
Pour les élections départementales, la commune fait partie depuis 2014 d'un nouveau canton d'Hazebrouck
Pour l'élection des députés, elle fait partie de la quinzième circonscription du Nord.

### Intercommunalité
Boëseghem était membre de la communauté de communes de la Voie romaine, un établissement public de coopération intercommunale (EPCI) à fiscalité propre créé en 2003 et auquel la commune avait transféré un certain nombre de ses compétences, dans les conditions déterminées par le code général des collectivités territoriales.
Cette intercommunalité a fusionné avec ses voisines pour former, le 31 décembre 2013, la communauté de communes du Haut Pays du Montreuillois dont est désormais membre la commune.

### Liste des maires
| Période                                  | Période                         | Identité                        | Étiquette | Qualité                                                                       |
| ---------------------------------------- | ------------------------------- | ------------------------------- | --------- | ----------------------------------------------------------------------------- |
| Les données manquantes sont à compléter. |                                 |                                 |           |                                                                               |
| avant 1791                               |                                 | Nicolas Joseph Justin           |           |                                                                               |
| avant 1802-1803.                         |                                 | M. Debailleux                   |           |                                                                               |
| 1807                                     | 1808                            | Debailleul                      |           |                                                                               |
| Les données manquantes sont à compléter. |                                 |                                 |           |                                                                               |
|                                          | 8 septembre 1834                | Louis Debailleul                |           |                                                                               |
| 8 septembre 1834                         | décembre 1834                   | Augustin Delbende               |           | Maire provisoire                                                              |
| décembre 1834                            | mars 1848                       | Benoît Justin                   |           |                                                                               |
| mars 1848                                | septembre 1853                  | Antoine Henri Joseph Démaret    |           |                                                                               |
| septembre 1853                           | septembre 1865                  | Fidel Augdebert Joseph Delattre |           |                                                                               |
| septembre 1865                           | mai 1871                        | Antoine Henri Joseph Démaret    |           |                                                                               |
| mai 1871                                 | janvier 1881                    | Edouard Montreuil               |           |                                                                               |
| janvier 1881                             | mars 1905                       | Louis Foine                     |           |                                                                               |
| mars 1905                                | mai 1912                        | Louis Bogaert                   |           |                                                                               |
| mai 1912                                 | mai 1929                        | Abel Foine                      |           |                                                                               |
| mai 1929                                 | 1933.                           | Alfred Gazet                    |           |                                                                               |
| 1934                                     | 1969                            | Louis Foine                     |           |                                                                               |
| 1964                                     | après 1978                      | Pierre Démaret                  |           | Agriculteur                                                                   |
| Les données manquantes sont à compléter. |                                 |                                 |           |                                                                               |
| 1989                                     | 2001                            | Michel Ducornet                 |           | Instituteur                                                                   |
| mars 2001                                | En cours (au 13 septembre 2022) | Danielle Mametz                 |           | Vice-présidente du syndicat des eaux Noréade Réélue pour le mandat 2020-2026, |

## Équipements et services publics

### Enseignement
Boëseghem relève  de l'académie de Lille.

## Population et société

### Démographie

#### Évolution démographique
L'évolution du nombre d'habitants est connue à travers les recensements de la population effectués dans la commune depuis 1793. Pour les communes de moins de 10 000 habitants, une enquête de recensement portant sur toute la population est réalisée tous les cinq ans, les populations de référence des années intermédiaires étant quant à elles estimées par interpolation ou extrapolation. Pour la commune, le premier recensement exhaustif entrant dans le cadre du nouveau dispositif a été réalisé en 2004.

En 2022, la commune comptait 738 habitants, en évolution de −1,2 % par rapport à 2016 (Nord : +0,51 %, France hors Mayotte : +2,11 %).
| 1793 | 1800 | 1806  | 1821 | 1831 | 1836  | 1841  | 1846  | 1851 |
| ---- | ---- | ----- | ---- | ---- | ----- | ----- | ----- | ---- |
| 919  | 910  | 1 032 | 978  | 997  | 1 014 | 1 045 | 1 002 | 986  |

| 1856 | 1861  | 1866  | 1872  | 1876  | 1881  | 1886 | 1891 | 1896 |
| ---- | ----- | ----- | ----- | ----- | ----- | ---- | ---- | ---- |
| 967  | 1 018 | 1 025 | 1 043 | 1 039 | 1 023 | 943  | 920  | 919  |

| 1901 | 1906 | 1911 | 1921 | 1926 | 1931 | 1936 | 1946 | 1954 |
| ---- | ---- | ---- | ---- | ---- | ---- | ---- | ---- | ---- |
| 904  | 880  | 890  | 810  | 732  | 701  | 678  | 686  | 672  |

| 1962 | 1968 | 1975 | 1982 | 1990 | 1999 | 2004 | 2006 | 2009 |
| ---- | ---- | ---- | ---- | ---- | ---- | ---- | ---- | ---- |
| 629  | 666  | 684  | 721  | 751  | 755  | 773  | 788  | 723  |

| 2014 | 2019 | 2022 | - | - | - | - | - | - |
| ---- | ---- | ---- | - | - | - | - | - | - |
| 739  | 750  | 738  | - | - | - | - | - | - |

#### Pyramide des âges
La population de la commune est relativement jeune.
En 2018, le taux de personnes d'un âge inférieur à 30 ans s'élève à 35,5 %, soit en dessous de la moyenne départementale (39,5 %). À l'inverse, le taux de personnes d'âge supérieur à 60 ans est de 23,9 % la même année, alors qu'il est de 22,5 % au niveau départemental.
En 2018, la commune comptait 379 hommes pour 370 femmes, soit un taux de 50,6 % d'hommes, largement supérieur au taux départemental (48,23 %).
Les pyramides des âges de la commune et du département s'établissent comme suit.
| Hommes | Classe d’âge | Femmes |
| ------ | ------------ | ------ |
| 0,3    | 90 ou +      | 0,0    |
| 6,1    | 75-89 ans    | 7,3    |
| 16,3   | 60-74 ans    | 17,8   |
| 26,1   | 45-59 ans    | 22,7   |
| 15,8   | 30-44 ans    | 16,8   |
| 16,3   | 15-29 ans    | 14,6   |
| 19,2   | 0-14 ans     | 20,8   |

| Hommes | Classe d’âge | Femmes |
| ------ | ------------ | ------ |
| 0,5    | 90 ou +      | 1,4    |
| 5,3    | 75-89 ans    | 8,1    |
| 14,8   | 60-74 ans    | 16,2   |
| 19,1   | 45-59 ans    | 18,4   |
| 19,5   | 30-44 ans    | 18,7   |
| 20,7   | 15-29 ans    | 19,1   |
| 20,2   | 0-14 ans     | 18     |

## Culture et patrimoine
La fête communale de Boëseghem a traditionnellement lieu  l'avant dernier dimanche de juillet.

### Lieux et monuments
- L'église de Boëseghem appartient au type hallekerque. Elle a été reconstruite au XVIe siècle, en incluant une partie plus ancienne. Parmi ses particularités, sont relevées une voûte de bois, un banc de communion en fer forgé. Les boiseries et confessionnaux datent du XVIIIe siècle, comme la chaire (1748). L'extérieur se distingue par l'existence d'une frise sculptée extérieure et celle d'une ancienne pierre des proclamations au pied d'un tilleul, près de la porte de l'église[17].
- Oratoires et calvaire.

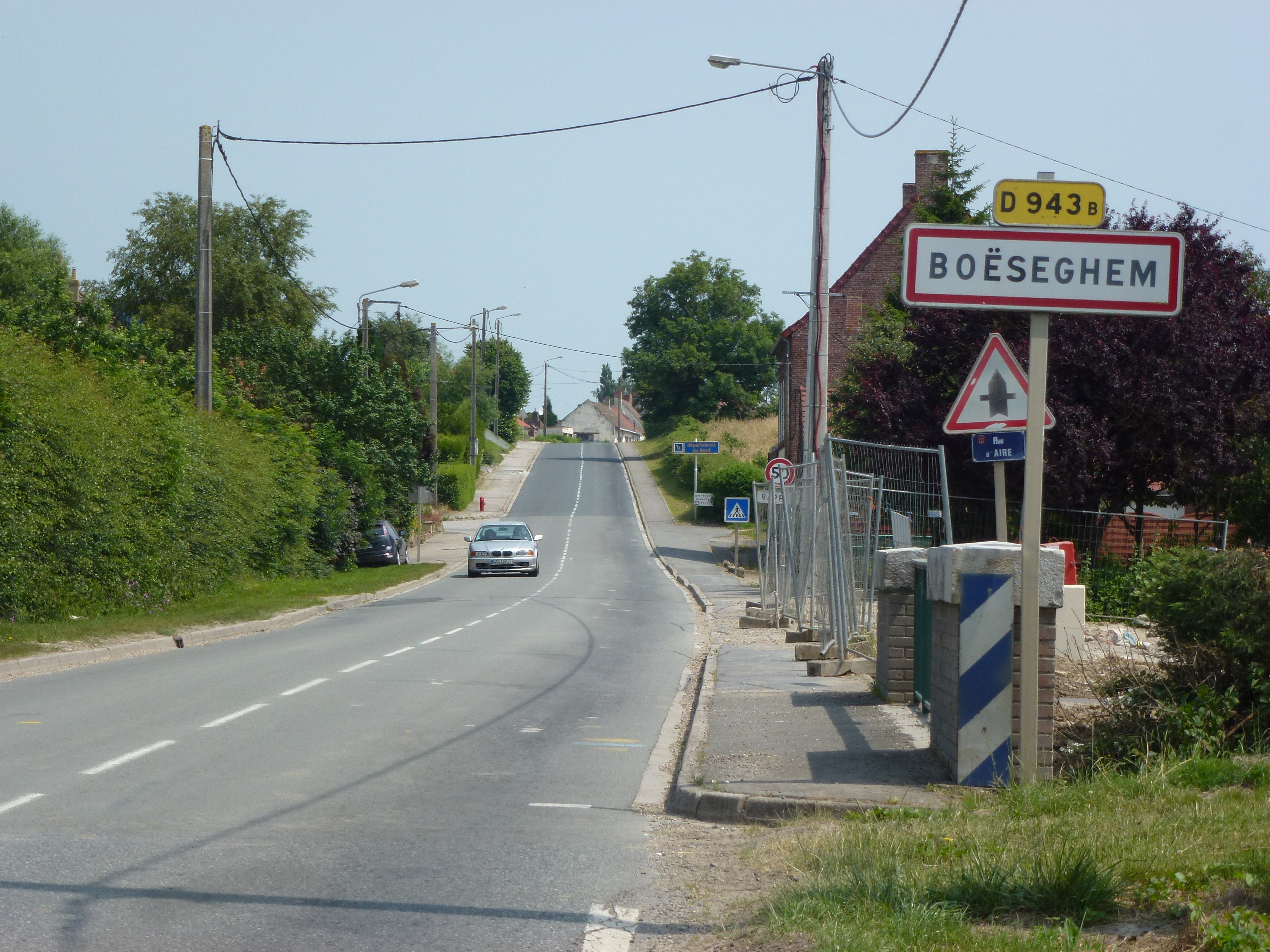
Entrée du village.
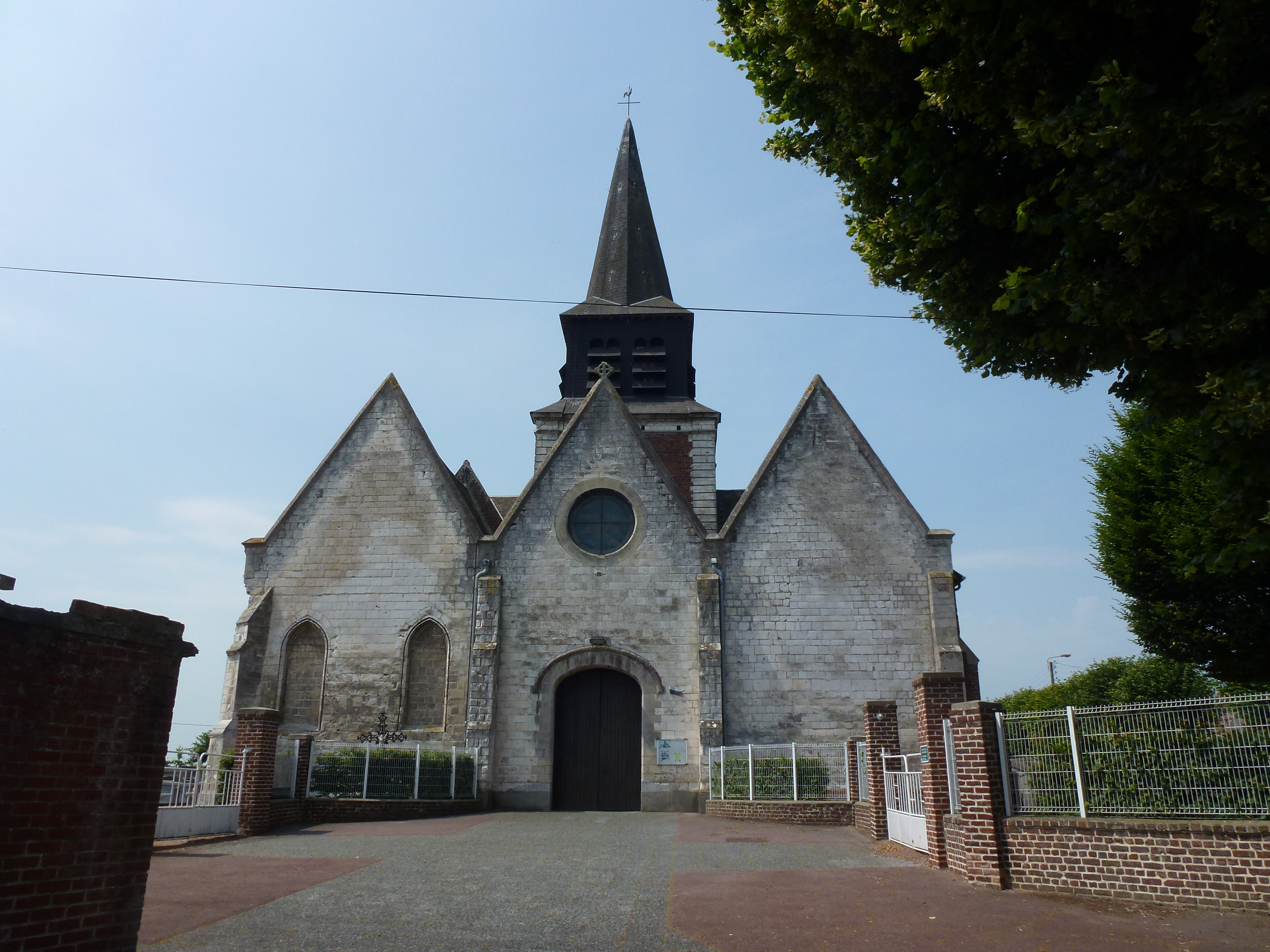
L'église.
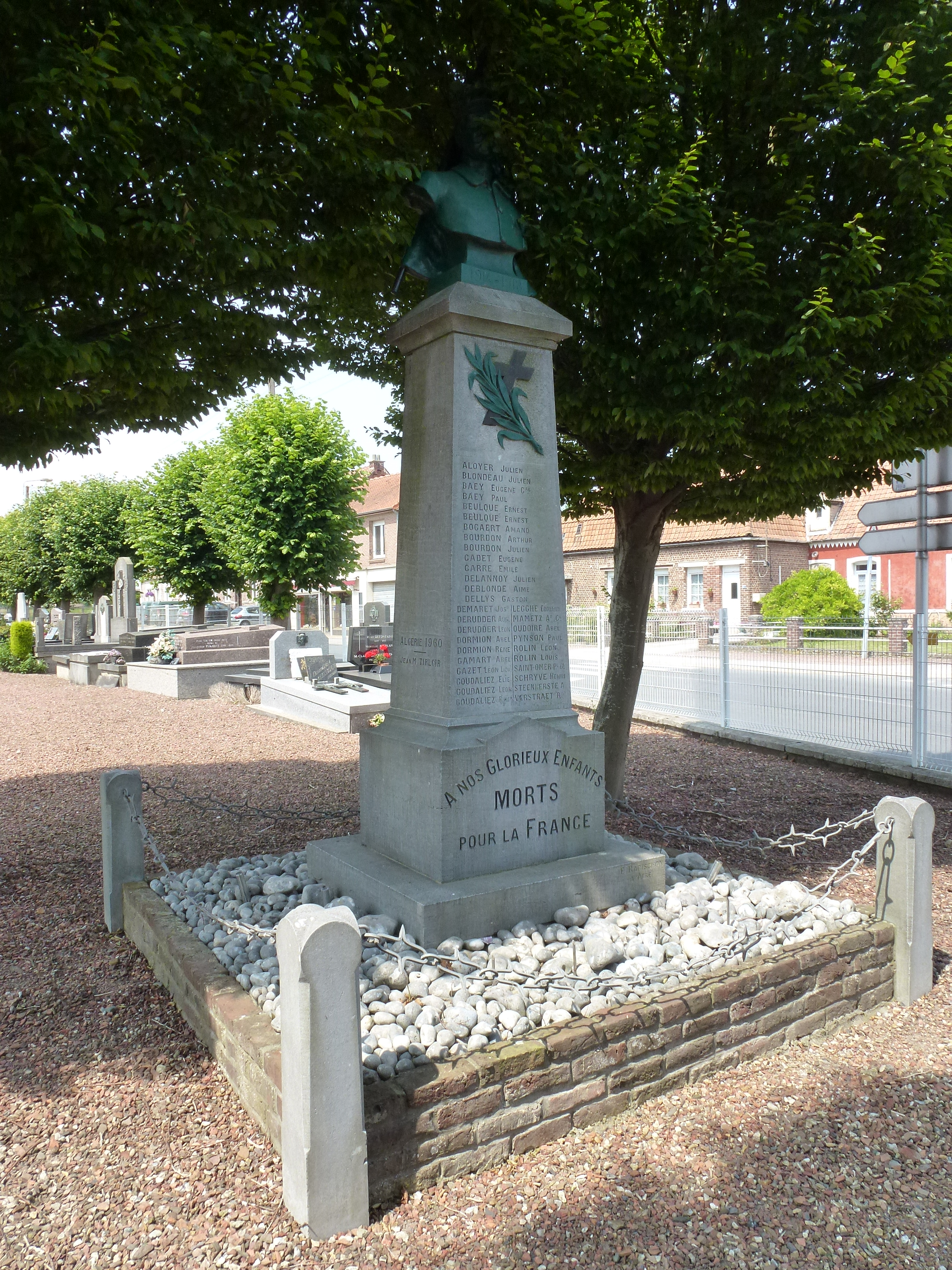
Le monument aux morts.
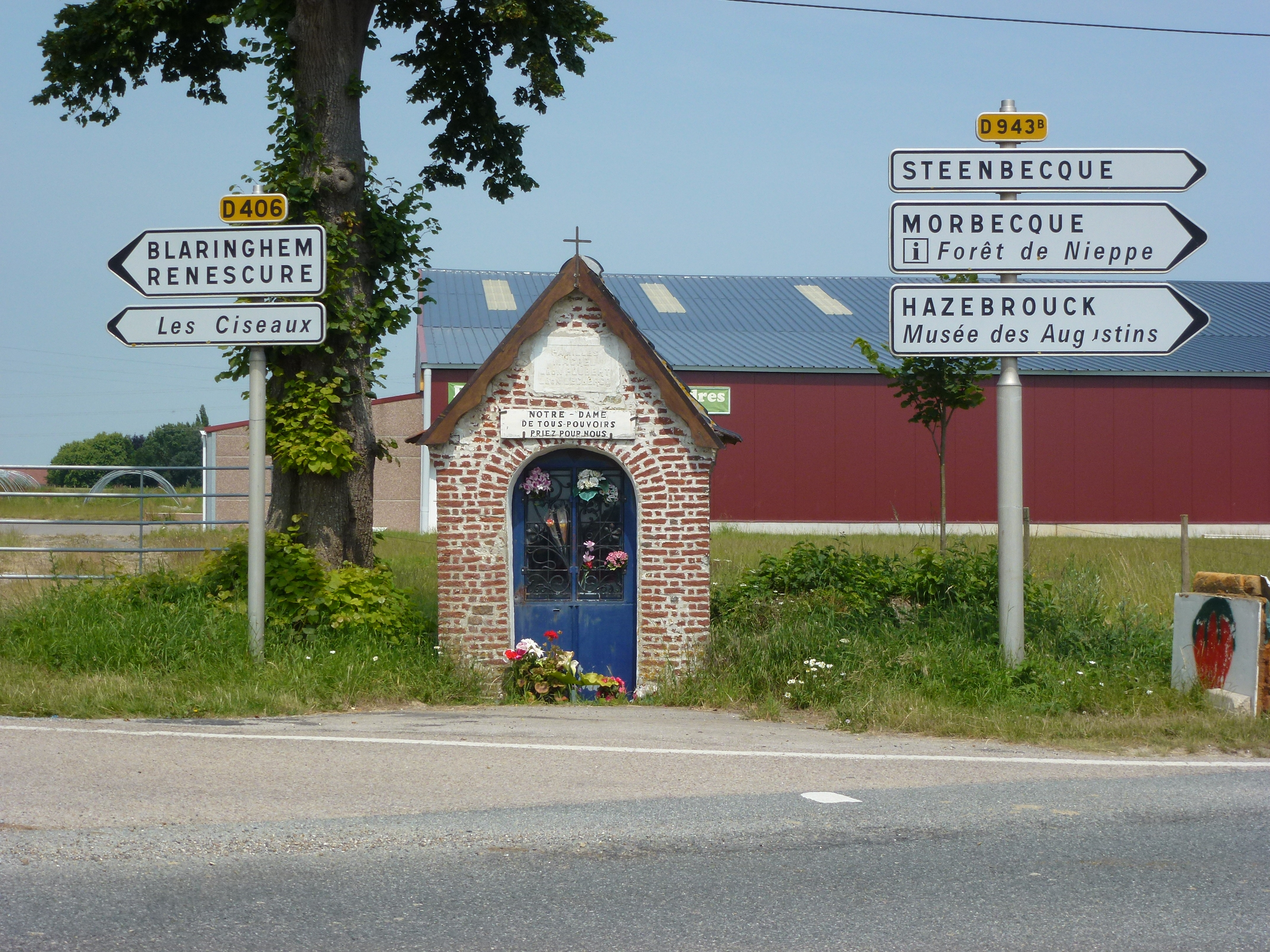
Oratoire N.D. de tous pouvoirs.

### Héraldique
| Blason de Boëseghem | Blason  | De gueules à trois clefs d'argent, mises en pal, 2 et 1, le panneton en haut et à dextre. |
| Blason de Boëseghem | Détails | Le statut officiel du blason reste à déterminer.                                          |

## Pour approfondir